# Moravská strana pokroková
Moravská strana pokroková byla politická strana na Moravě činná v letech 1906 až 1909.

## Historie
Strana vznikla v roce 1906, 8. dubna byl v Přerově zvolen tzv. výkonný volební výbor pokrokových organizací moravských, 13. října byl zvolen v Přerově dvanáctičlenný výkonný výbor pokrokových organizací. 
Strana se zaměřila na střední vrstvy obyvatel měst, živnostníky, dělníky, obchodníky,  úředníky a inteligenci, ale i na malorolníky. Její program byl založen na nacionalismu a antiklerikalismu. Strana se vyhraňovala proti sociální demokracii. Předsedou strany byl Jan Koloušek.
Dalšími významnými členy byli: Richard Fischer, Josef Seifert, Josef Svozil, František Šerý. 
Tiskovým orgánem strany byl Moravský kraj.
Přes četné kontakty některých svých představitelů Moravská pokroková strana formálně ani organizačně nesouvisela s  Českou stranou pokrokovou ani Radikálně pokrokovou stranou v Čechách.
Strana zanikla v roce 1909 sloučením s Lidovou stranou na Moravě do Lidové strany pokrokové na Moravě.

## Získané mandáty
| Volby v roce | Název sboru          | Počet mandátů |
| ------------ | -------------------- | ------------- |
| 1906         | Moravský zemský sněm | 5             |
| 1907         | Říšská rada          | 1             |